# Fernández (kommunhuvudort)
Fernández är en kommunhuvudort i Argentina.   Den ligger i provinsen Santiago del Estero, i den norra delen av landet, 900 km nordväst om huvudstaden Buenos Aires. Fernández ligger 155 meter över havet och antalet invånare är 18 681.
Terrängen runt Fernández är mycket platt. Fernández är det största samhället i trakten.
Trakten runt Fernández består i huvudsak av gräsmarker. Runt Fernández är det ganska glesbefolkat, med 34 invånare per kvadratkilometer.